# Estudis (Chopin)

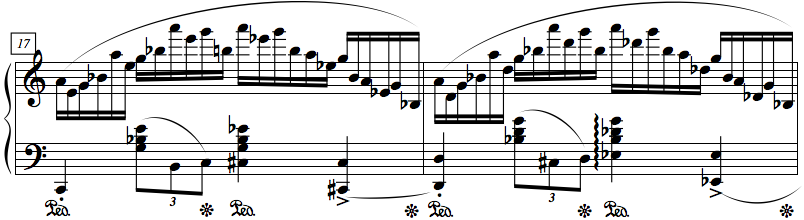
Partitura de lEstudi op. 25 núm. 11

Els Estudis de Frédéric Chopin són tres conjunts d'estudis per a piano compostos primordialment amb l'objectiu de desenvolupar la tècnica de l'instrument. Van ser un dels gèneres més freqüentats pel compositor i s'han convertit en peces clau del repertori de piano. Cada estudi, en general, està consagrat a dominar una destresa tècnica específica i es basa en un sol motiu musical.
Chopin és un dels compositors i pianistes més representatius del Romanticisme. De la gran quantitat d'estudis per a piano escrits durant el segle xix, els de Chopin van ser els primers en els quals es va realitzar plenament l'ideal de combinar aquesta finalitat pràctica amb un contingut d'elevada significació musical; Liszt i Brahms van seguir, en aquest aspecte, el camí traçat per Chopin. Els estudis de Chopin són estudis tècnics transcendentals i, a la vegada, poemes sonors intensament concentrats.
Al llarg de la seva curta vida (va morir a 39 anys), el mestre polonès va compondre vint-i-cinc estudis repartits de la següent manera: dotze en l'Op. 10, dotze en l'Op. 25 i tres sense numerar per a un llibre de mètode.

## Història

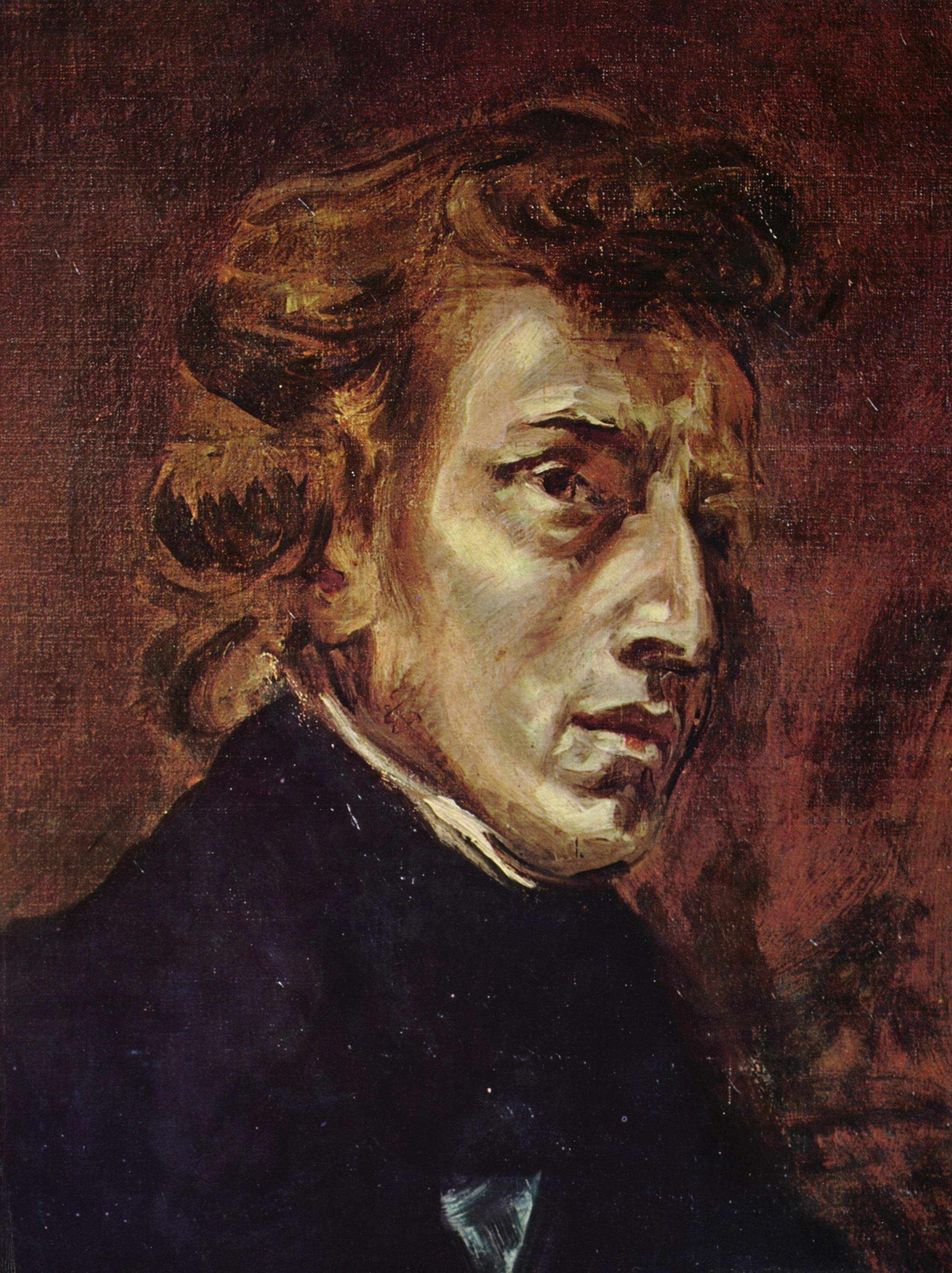
Retrat de Chopin per Eugène Delacroix, 1838

Abans d'analitzar la relació de Chopin amb el piano, i especialment a través dels seus estudis, cal conèixer en línies generals l'evolució històrica d'aquest instrument musical. El piano del segle xix era un instrument totalment diferent d'aquell per al qual havia escrit Mozart. Transformat, ampliat a set vuitenes, proveït de martells recoberts de feltre i enfortit per plaques i abraçadores de metall, era capaç de produir un so ple i ferm a qualsevol escala dinàmica, de respondre perfectament a les exigències tant d'expressivitat com d'un imparable virtuosisme.
A més, cal tenir en compte que un factor que va afavorir al piano va ser la possibilitat d'abastar qualsevol tipus de composició (òpera, simfonia, cançons...) mitjançant els arranjaments o "versions per a piano".
Amb això van sorgir diverses escoles d'execució i composició. L'elegància, el sentiment, la lluminositat i la nitidesa, caracteritzaven l'escola que més va influir en Chopin. Així ho expressen els primers testimonis sobre l'estil de tocar de Chopin provinents de la seva primera gira, a Viena, que van admirar «l'extraordinària delicadesa de la seva pulsació, una indescriptible perfecció tècnica, la seva completa gamma de matisos, fidel reflex tot això del més profund sentiment » (a l'Allgemeine Musikalische Zeitung, 1829). No obstant això, també se li va criticar el seu poc volum. Un dels testimonis més destacats el va oferir Robert Schumann el 1837, quan va escriure:
| «                                   | Imagineu-vos que un arpa eòlica tingués totes les escales i la mà d'un artista les premés desordenadament amb tota mena d'adorns fantàstics, de tal manera que sempre se sentís una fonamental més greu i una veu més aguda de forma suau i mantinguda –així tindran una imatge aproximada de la seva manera de tocar. | » |
| — Neue Zeitschrift für Musik, 1837. | |   |

És en aquest context quan Chopin va compondre els estudis Op. 10 i Op. 25, que són importants fites en la història de la música per a piano.
Frederick Niecks pensa que aquests estudis van ser composts a l'estiu de 1833, juliol o agost, i van ser catalogats com Op.10. Un altre grup d'estudis Op. 25, no van ser publicats fins a 1837, encara que algun d'aquests va ser compost en el mateix temps que el treball anterior. L'estudi en do menor, Op. 10, núm. 12, conegut comunament com el Revolucionari, va ser compost a Stuttgart, al setembre de 1831.
Moltes han estat les edicions dels estudis de Chopin. Maurycy Karasowski dona la data de la primera edició completa dels estudis de Chopin a 1846, amb Gustaw Gebethner i Edward Wolff, de Varsòvia, com a editors.
En la decisió de publicar la primera sèrie d'estudis Op. 10, Chopin va estar indubtablement motivat per la importància que l'ensenyament ja havia assumit en la seva vida quotidiana. A la segona col·lecció d'estudis Op. 25, Chopin afronta problemes tècnics que no havia tractat sistemàticament en els estudis de l'antologia precedent.
En conjunt, els estudis demostren una sensibilitat per a la qual Chopin no té igual, però en la qual ha estat comparat amb aquests pioners de l'escriptura idiomàtica per a clavicèmbal com Domenico Scarlatti i François Couperin. Certament hi ha afinitats amb procediments barrocs a diferents nivells en la música de Chopin. La seva estima per Bach, fonamentat en estudis primerencs amb Adalbert Żywny, va perdurar durant tota la seva vida i va tenir un paper destacat en la formació del seu estil de maduresa.

## Estudis op. 10
Quan tenia 20 anys, Chopin va abandonar Polònia. Immediatament després de la seva sortida es va iniciar la revolució polonesa que va ser brutalment reprimida per l'exèrcit rus. Fora de la seva terra natal, Chopin va viatjar a Viena, Praga i Stuttgart, en aquesta última es va assabentar de la caiguda de Varsòvia. Més per casualitat que per ferm propòsit, va viatjar a París a la tardor de 1831, i el seu destí va ser quedar-s'hi per a la resta de la seva curta vida. Chopin va dedicar tot l'opus per a Franz Liszt - "à mon ami Franz Liszt" (al meu amic, Franz Liszt).
| Nom                                                                       | Tonalitat   | Nom                                                                               | Tonalitat  |
| ------------------------------------------------------------------------- | ----------- | --------------------------------------------------------------------------------- | ---------- |
| Estudi op. 10, núm. 1 "La cascade"                                        | Do major    | Estudi op. 10, núm. 7 "Toccata" Arxivat 2014-05-25 a Wayback Machine.             | Do major   |
| Estudi op. 10, núm. 2 "Chromatique" Arxivat 2016-03-03 a Wayback Machine. | La menor    | Estudi op. 10, núm. 8 "Sunshine" Arxivat 2013-06-13 a Wayback Machine.            | Fa major   |
| Estudi op. 10, núm. 3 "Tristesse" Arxivat 2015-01-22 a Wayback Machine.   | Mi major    | Estudi op. 10, núm. 9 Arxivat 2014-05-25 a Wayback Machine.                       | Fa minor   |
| Estudi op. 10, núm. 4 "Torrent" Arxivat 2013-06-26 a Wayback Machine.     | Do # menor  | Estudi op. 10, núm. 10 Arxivat 2013-06-13 a Wayback Machine.                      | La b major |
| Estudi op. 10, núm. 5 "La négresse" Arxivat 2014-05-25 a Wayback Machine. | Sol b major | Estudi op. 10, núm. 11 "Aux arpèges" Arxivat 2014-05-25 a Wayback Machine.        | Mi b major |
| Estudi op. 10, núm. 6 "Lament" Arxivat 2011-12-16 a Wayback Machine.      | Mi b menor  | Estudi op. 10, núm. 12 "La révolutionnaire" Arxivat 2014-05-25 a Wayback Machine. | Do minor   |

## Estudis op. 25
París el 1831, estava ple de compositors-pianistes que es disputaven la supremacia jeràrquica pianística. Friedrich Kalkbrenner, Herz, Pixis, Dreyschock i Thalberg vivien i treballaven a la capital francesa. Tots estaven obsessionats amb la tècnica i fins i tot alguns s'especialitzaven en algun aspecte específic, però Chopin s'asseia tranquil·lament al seu instrument component la segona sèrie de Dotze Estudis, opus 25 (1832-1836) que, com en el cas de la primera, ha dominat el repertori des de llavors. Aquest grup d'estudis va ser publicat en 1837 i dedicat a l'amant de Franz Liszt, Marie d'Agoult.
| Nom                                                                             | Tonalitat   | Nom                                                                            | Tonalitat   |
| ------------------------------------------------------------------------------- | ----------- | ------------------------------------------------------------------------------ | ----------- |
| Estudi op. 25, núm. 1 "La harpe éolienne" Arxivat 2014-05-25 a Wayback Machine. | La b major  | Estudi op. 25, núm. 7 "Au violoncelle"                                         | Do # menor  |
| Estudi op. 25, núm. 2 "Les abeilles" Arxivat 2014-05-25 a Wayback Machine.      | Fa menor    | Estudi op. 25, núm. 8 "Aux sixtes" Arxivat 2014-05-25 a Wayback Machine.       | Re bt major |
| Estudi op. 25, núm. 3 "Le cavalier" Arxivat 2014-05-25 a Wayback Machine.       | Fa major    | Estudi op. 25, núm. 9 "Le papillon"                                            | Sol b major |
| Estudi op. 25, núm. 4 Arxivat 2014-05-25 a Wayback Machine.                     | La menor    | Estudi op. 25, núm. 10 "Aux octaves" Arxivat 2014-05-25 a Wayback Machine.     | Si menor    |
| Estudi op. 25, núm. 5 "La fausse note" Arxivat 2014-05-25 a Wayback Machine.    | Mi menor    | Estudi op. 25, núm. 11 "Le vent d'hiver" Arxivat 2014-05-25 a Wayback Machine. | La menor    |
| Estudi op. 25, núm. 6 "Aux tierces" Arxivat 2014-05-25 a Wayback Machine.       | Sol # menor | Estudi op. 25, núm. 12 "L'océan" Arxivat 2014-12-23 a Wayback Machine.         | Do menor    |

## Trois nouvelles études
Els Trois nouvelles études van ser composts en 1839 com una contribució al Méthode des méthodes de piano, un llibre per a l'aprenentatge del piano d'Ignaz Moscheles i François-Joseph Fétis. No se'ls va donar un nombre d'Opus com sí que succeeix amb els dotze de l'Opus 10 i els altres dotze de l'Opus 25. El primer d'aquests estudis se centra en la pràctica de polirítmies (concretament, sis negres a la mà dreta i vuit a la mà esquerra en cada compàs) i no mostra la dificultat dels d'Op. 10 i els de l'Op. 25. Està escrit en la tonalitat de Fa menor.
El segon dels Trois nouvelles études, escrit en la tonalitat de la bemoll major, també està basat en polirítmies. En aquest cas, aquesta consisteix en sis corxeres a la mà dreta per quatre de l'esquerra en cada  compàs. Mentre que la mà esquerra, que s'ocupa de l'acompanyament, toca únicament una nota; la dreta va tocant els acords de tres o quatre notes que conformen la melodia.
El tercer i últim d'aquests estudis sense nombre d'opus està escrit en la tonalitat de re bemoll major i és possiblement el més difícil dels Trois nouvelles études, encara que segueix sent molt més assequible que la gran majoria dels estudis Op. 10 i estudis Op. 25. Desenvolupa polifonia, independència de diferents veus. La melodia ha de ser tocada bastant legato. És secundada per un acompanyament amb fort staccato. De vegades, algunes de les àmplies extensions que cal cobrir amb les mans poden suposar una gran dificultat per a pianistes amb les mans petites.

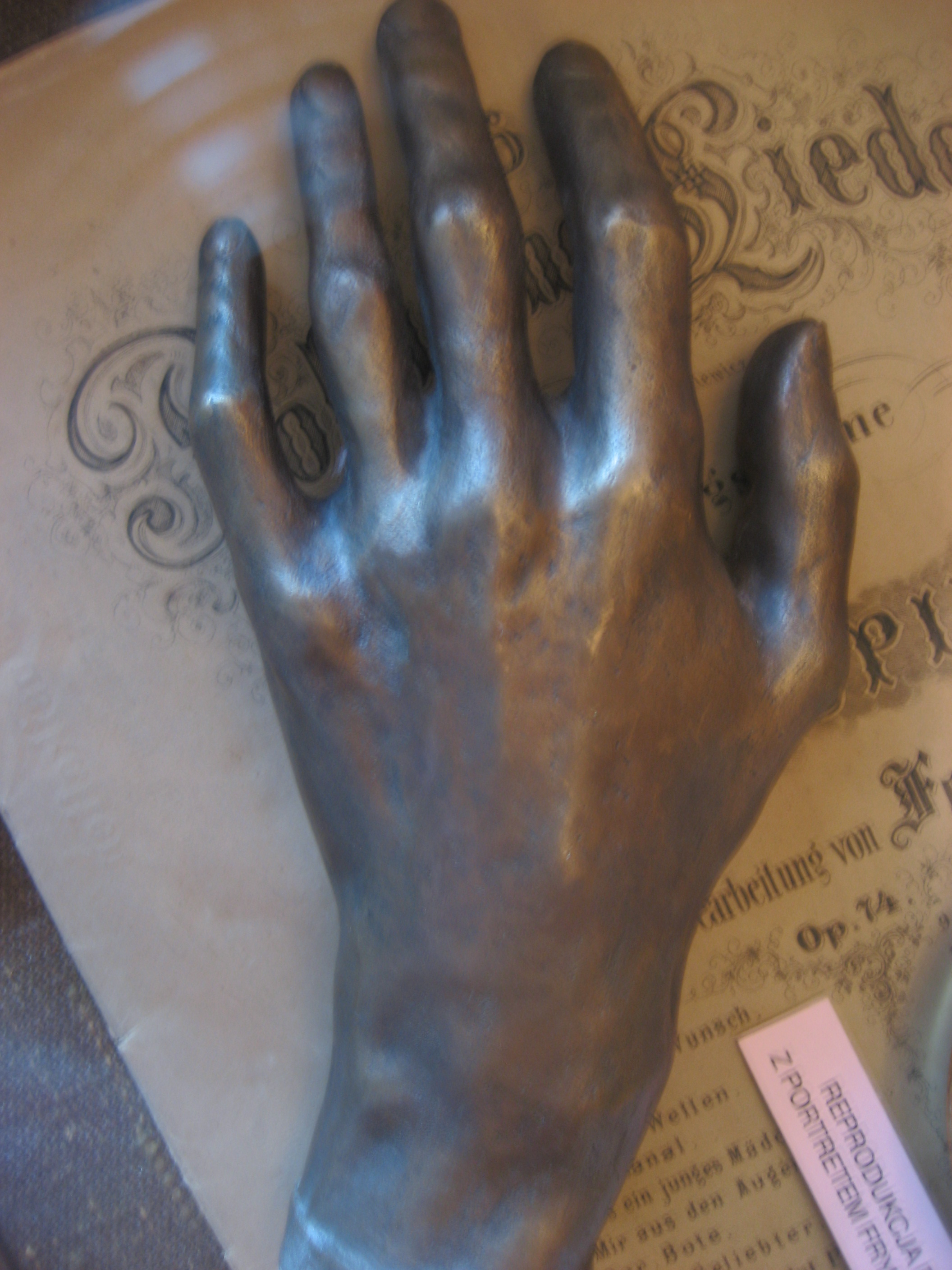
Motlle pòstum de la mà esquerra de Chopin.

| Nom                                                 | Tonalitat       | Incipit | Enregistrament |
| --------------------------------------------------- | --------------- | ------- | -------------- |
| Estudi núm. 1 Arxivat 2014-05-25 a Wayback Machine. | fa menor        |         |                |
| núm. 2                                              | la bemoll major |         |                |
| Estudi núm. 3 Arxivat 2014-05-25 a Wayback Machine. | re bemoll major |         |                |

## Qüestions tècniques

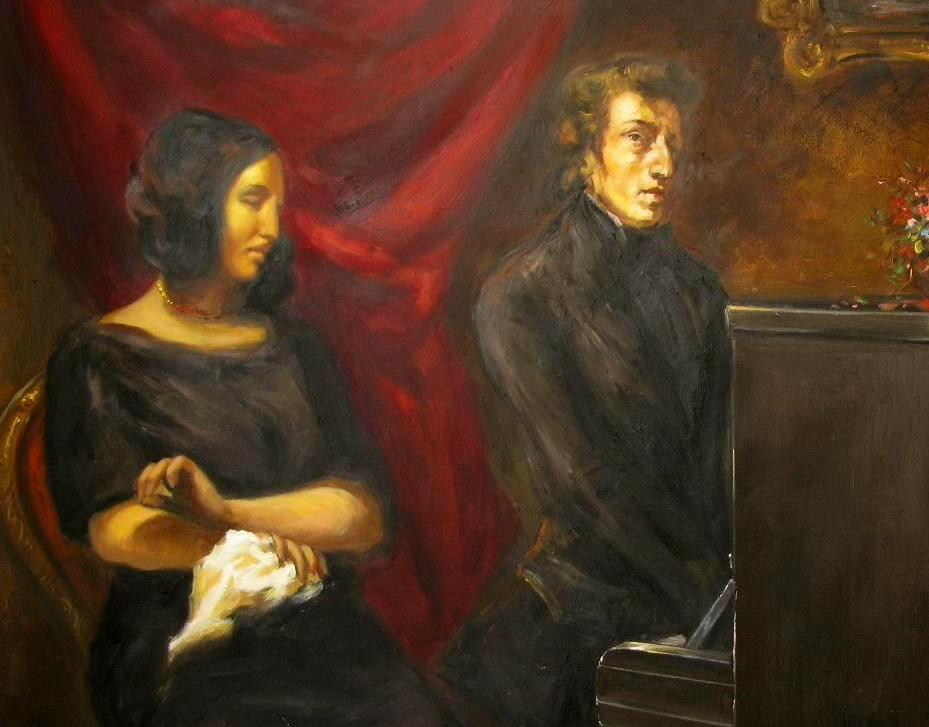
Interpretació estilitzada del retrat conjunt de Frédéric Chopin i George Sand per Eugène Delacroix

Els Estudis no només representen un pas endavant en la tècnica de Chopin, sinó un avanç total al piano mateix. Són pedra de toc en el desenvolupament de la tècnica pianística. Quan el crític musical Rellstab va conèixer aquesta obra va advertir en to sarcàstic als pianistes que tinguessin sempre al davant un cirurgià quan assagessin. No obstant això, els Estudis de Chopin es troben entre els pocs elegits que han superat el difícil trasllat de l'estudi a la sala de concerts. La raó és simple: són més que grans estudis, són gran música.